# Gordon Audley
Gordon Vernon Audley (ur. 20 kwietnia 1928 w Winnipeg, zm. 12 października 2012 w hrabstwie Orange) – kanadyjski łyżwiarz szybki, brązowy medalista olimpijski.

## Kariera
Największy sukces w karierze Gordon Audley osiągnął w 1952 roku, kiedy podczas igrzysk olimpijskich w Oslo zdobył brązowy medal w biegu na 500 m. W zawodach tych wyprzedzili go jedynie dwaj Amerykanie: Ken Henry oraz Don McDermott. Ex aequo z Audleyem trzecie miejsce zajął Norweg Arne Johansen. Startował także na igrzyskach w Sankt Moritz w 1948 roku oraz rozgrywanych osiem lat później igrzyskach w Cortina d’Ampezzo, ale ani razu nie znalazł się w czołowej dziesiątce. W 1956 roku brał też udział w mistrzostwach świata w Oslo, jednak zajął ostatnie miejsce. 
Podczas igrzysk w 1952 roku był chorążym reprezentacji Kanady.